# Club Atlético de Madrid 1974-1975
Questa voce raccoglie le informazioni riguardanti il Club Atlético de Madrid nelle competizioni ufficiali della stagione 1974-1975.

## Stagione
Pur mantenendo sostanzialmente invariata la rosa della stagione precedente, l'Atlético Madrid iniziò l'annata in salita ottenendo un punto nelle prime due gare della Liga e rimediando una sconfitta all'esordio in Coppa UEFA contro il KB di Copenaghen. 
Rimessisi in sesto con qualche vittoria nei primi giorni di ottobre (tra cui quella che garantì il passaggio della squadra ai sedicesimi di finale di Coppa UEFA), nel mese di novembre i Colchoneros ebbero alcune difficoltà andando incontro a una serie di pareggi in campionato e alla clamorosa eliminazione dalla Coppa UEFA per mano del Derby County, che riuscì a passare il turno prevalendo ai calci di rigore dopo che entrambe le gare si erano concluse con il punteggio di 2-2. Questa striscia di risultati negativi portarono, il 25 novembre, alle dimissioni dell'allenatore Juan Carlos Lorenzo: come suo sostituto fu scelto il capitano Luis Aragonés che, in seguito a tale avvenimento, abbandonò il calcio giocato dopo aver disputato nove gare e segnato tre reti nel corso della stagione. 
Mentre a livello nazionale l'Atlético Madrid offriva delle prestazioni alterne (riuscendo a rimanere imbattuto in casa ma collezionando, per contro, sette punti in trasferta tramite altrettanti pareggi) che, anche a causa di una classifica estremamente equilibrata, fecero oscillare la squadra tra i piazzamenti validi per la qualificazione europea e la zona salvezza, a livello internazionale i Colchoneros usufruirono della possibilità di disputare la Coppa Intercontinentale come vicecampioni d'Europa, a causa della defezione del Bayern Monaco campione costretto a declinare per motivi di calendario. L'incontro vide i Colchoneros opposti agli argentini dell'Independiente, che prevalsero nella gara di andata, ma al ritorno giocato a Madrid fu l'Atlético a segnare le due reti che gli permisero di ribaltare il risultato e di vincere il trofeo.
Concluso il campionato al sesto posto con la salvezza ottenuta alla penultima giornata e l'esclusione dalla bagarre per la zona UEFA nel turno successivo, al termine della stagione i Colchoneros disputarono la Coppa del Generalísimo partendo, come da regolamento, dagli ottavi di finale: dopo aver eliminato le riserve del Barcellona e il Granada, segnando due gol all'Atlético Bilbao nella semifinale di andata l'Atlético Madrid si assicurò l'accesso alla finale del torneo contro il Real Madrid, cosa che garantì alla squadra la qualificazione in Coppa delle Coppe essendo le Merengues già qualificate per la Coppa dei Campioni. L'incontro conclusivo del torneo, giocato il 5 luglio, vide il risultato di 0-0 permanere anche dopo i tempi supplementari: nella sequenza dei calci di rigore i Colchoneros furono sconfitti per via di una parata di Miguel Ángel sul tiro di Irureta e di un errore di Salcedo che spedì il proprio tiro fuori.

## Maglie e sponsor
| Manica sinistra · Manica sinistra · Maglietta · Maglietta · Manica destra · Manica destra · Pantaloncini · Calzettoni | Manica sinistra · Maglietta · Manica destra · Pantaloncini · Calzettoni |

## Rosa
La rosa dell'Atlético Madrid nella stagione 1974-75.
| N. |                      | Ruolo | Calciatore           |
| -- | -------------------- | ----- | -------------------- |
|    | Spagna (bandiera)    | P     | José Pacheco Gómez   |
|    | Spagna (bandiera)    | P     | Miguel Reina         |
|    | Spagna (bandiera)    | P     | Mariano Tirapu       |
|    | Spagna (bandiera)    | D     | Eusebio Bejarano     |
|    | Spagna (bandiera)    | D     | José Luis Capón      |
|    | Argentina (bandiera) | D     | Rubén Oswaldo Díaz   |
|    | Spagna (bandiera)    | D     | Luis Gómez Laguna    |
|    | Argentina (bandiera) | D     | Ramón Heredia        |
|    | Spagna (bandiera)    | D     | Francisco Melo       |
|    | Spagna (bandiera)    | D     | Marcelino Pérez      |
|    | Spagna (bandiera)    | D     | Rafael Prado Fraguas |
|    | Spagna (bandiera)    | C     | Luis Aragonés        |
|    | Paraguay (bandiera)  | C     | Domingo Benegas      |

| N. |                      | Ruolo | Calciatore                  |
| -- | -------------------- | ----- | --------------------------- |
|    | Spagna (bandiera)    | C     | Francisco Bermejo           |
|    | Spagna (bandiera)    | C     | Antonio Díaz                |
|    | Spagna (bandiera)    | C     | Alberto Fernández           |
|    | Spagna (bandiera)    | C     | Javier Irureta              |
|    | Spagna (bandiera)    | C     | Eugenio Leal                |
|    | Spagna (bandiera)    | C     | Adelardo Rodríguez          |
|    | Spagna (bandiera)    | C     | Ignacio Salcedo             |
|    | Spagna (bandiera)    | A     | Francisco Aguilar Fernández |
|    | Argentina (bandiera) | A     | Rubén Ayala                 |
|    | Spagna (bandiera)    | A     | Francisco Baena             |
|    | Spagna (bandiera)    | A     | Heraldo Bezerra             |
|    | Spagna (bandiera)    | A     | José Eulogio Gárate         |

## Calciomercato

### Sessione estiva
| Acquisti | Acquisti                    | Acquisti       | Acquisti |
| R.       | Nome                        | da             | Modalità |
| -------- | --------------------------- | -------------- | -------- |
| P        | Mariano Tirapu              | Rayo Vallecano |          |
| D        | Marcelino Pérez             | Sabadell       |          |
| C        | Antonio Díaz                | Rayo Vallecano |          |
| A        | Francisco Baena             | Cadice         |          |
| A        | Francisco Aguilar Fernández | Elche          |          |

| Cessioni | Cessioni            | Cessioni         | Cessioni |
| R.       | Nome                | a                | Modalità |
| -------- | ------------------- | ---------------- | -------- |
| P        | Rodri               | Celta Vigo       |          |
| D        | Antonio Raya        | Ensidesa         |          |
| D        | Iselín Ovejero      | Real Saragozza   |          |
| D        | Quique Hernández    | Hércules         |          |
| C        | Ramón Cabrero       | Elche            |          |
| A        | José Armando Ufarte | Racing Santander |          |
| A        | Santiago Juncosa    |                  |          |
| A        | Jesús González      |                  |          |

## Risultati

### Primera División

#### Girone d'andata
| Madrid 8 settembre 1974 1ª giornata | Atlético Madrid       | 0 – 0 referto | Granada | Vicente Calderón (50 000 spett.)\| Arbitro: \| Diego Balaguer García \| |
| Arbitro:                            | Diego Balaguer García |               |         |                                                                         |

| Arbitro: | Luis María Juango Ruiz |

|                |           |  |
| G. Voglino 15’ | Marcatori |  |

| Arbitro: | Fernando Orellana Álvarez |

|            |           |  |
| Gárate 15’ | Marcatori |  |

| Arbitro: | Juan María Sáiz Elizondo |

|             |           |  |
| Aguilar 85’ | Marcatori |  |

| Arbitro: | Andrés Molina Segovia |

|                                        |           |  |
| Adelardo 10’ Gárate 45’, 60’ Ayala 86’ | Marcatori |  |

| Arbitro: | Mariano Medina Iglesias |

|                          |           |  |
| Carlos 15’, 63’ Lasa 22’ | Marcatori |  |

| Arbitro: | Juan María Sáiz Elizondo |

|                             |           |                                   |
| Gárate 11’, 12’ Irureta 88’ | Marcatori | 19’ Rexach 42’ Marcial 72’ Clarés |

| Malaga 10 novembre 1974 8ª giornata | Malaga                | 0 – 0 referto | Atlético Madrid | La Rosaleda\| Arbitro: \| Andrés Molina Segovia \| |
| Arbitro:                            | Andrés Molina Segovia |               |                 |                                                    |

| Arbitro: | José Santana Páez |

|                       |           |                               |
| Salcedo 14’ Ayala 59’ | Marcatori | 74’ Churruca 86’ (rig.) Quini |

| Arbitro: | Ángel Franco Martínez |

|           |           |             |
| Keïta 56’ | Marcatori | 34’ Irureta |

| Arbitro: | Antonio Tomeo Palanques |

|                          |           |  |
| Becerra 30’ Adelardo 90’ | Marcatori |  |

| Arbitro: | Juan María Sáiz Elizondo |

|            |           |                    |
| Víctor 19’ | Marcatori | 65’ (rig.) Heredia |

| Arbitro: | Orrantia Capelastegui |

|             |           |            |
| Boronat 75’ | Marcatori | 59’ Gárate |

| Arbitro: | Pedro María Urrestarazu Elordi |

|                                  |           |  |
| Becerra 18’ Gárate 27’, 49’, 69’ | Marcatori |  |

| Arbitro: | Diego Balaguer García |

|             |           |  |
| Solsona 74’ | Marcatori |  |

| Madrid 12 gennaio 1975 16ª giornata | Atlético Madrid     | 0 – 0 referto | Celta Vigo | Vicente Calderón (60 000 spett.)\| Arbitro: \| Manuel López Samper \| |
| Arbitro:                            | Manuel López Samper |               |            |                                                                       |

| Arbitro: | José Segrelles Del Pilar |

|                           |           |             |
| Alabanda 75’ del Pozo 79’ | Marcatori | 10’ Salcedo |

#### Girone di ritorno
| Granada 26 gennaio 1975 18ª giornata | Granada               | 0 – 0 referto | Atlético Madrid | Los Cármenes\| Arbitro: \| Vicente Forés Bachero \| |
| Arbitro:                             | Vicente Forés Bachero |               |                 |                                                     |

| Arbitro: | José Navarrete Antiñolo |

|                              |           |  |
| Salcedo 12’ Irureta 78’, 89’ | Marcatori |  |

| Arbitro: | José Segrelles Del Pilar |

|                                |           |             |
| G. Soriano 44’, 60’ Cristo 52’ | Marcatori | 45’ Salcedo |

| Arbitro: | Andrés Molina Segovia |

|           |           |                |
| Ayala 46’ | Marcatori | 18’ Santillana |

| Arbitro: | José Luis Olavarria González |

|                                      |           |            |
| Arrúa 44’, 66’ G. Castany 75’ (rig.) | Marcatori | 47’ Gárate |

| Arbitro: | Ricardo Canera Coscolín |

|                               |           |  |
| Heredia 24’ (rig.) Gárate 74’ | Marcatori |  |

| Arbitro: | Manuel López Samper |

|             |           |  |
| Marinho 44’ | Marcatori |  |

| Arbitro: | Felipe Crespo Aurre |

|                        |           |                |
| Gárate 10’ Aguilar 18’ | Marcatori | 79’ Castronovo |

| Arbitro: | Luis María Juango Ruiz |

|                               |           |                               |
| Churruca 72’ Quini 85’ (rig.) | Marcatori | 7’ Aguilar 63’ (rig.) Heredia |

| Arbitro: | Juan María Sáiz Elizondo |

|                                              |           |                        |
| Aguilar 1’, 74’ Gárate 6’, 34’ Marcelino 64’ | Marcatori | 21’ Jara 35’ Claramunt |

| Arbitro: | Andrés Molina Segovia |

|                              |           |                        |
| Barrios 12’, 72’ Juanito 54’ | Marcatori | 35’ Irureta 61’ Gárate |

| Madrid 27 aprile 1975 29ª giornata | Atlético Madrid       | 0 – 0 referto | Salamanca | Vicente Calderón (50 000 spett.)\| Arbitro: \| Ángel Franco Martínez \| |
| Arbitro:                           | Ángel Franco Martínez |               |           |                                                                         |

| Arbitro: | José Navarrete Antiñolo |

|           |           |  |
| Ayala 19’ | Marcatori |  |

| Arbitro: | Ricardo Canera Coscolín |

|            |           |  |
| Martín 24’ | Marcatori |  |

| Arbitro: | José Antonio Balsa Ron |

|                     |           |  |
| Gárate 77’ Leal 84’ | Marcatori |  |

| Vigo 18 maggio 1975 33ª giornata | Celta Vigo              | 0 – 0 referto | Atlético Madrid | Balaídos\| Arbitro: \| José Navarrete Antiñolo \| |
| Arbitro:                         | José Navarrete Antiñolo |               |                 |                                                   |

| Arbitro: | Antonio Tomeo Palanques |

|                                           |           |             |
| Irureta 2’ Laguna 9’ Gárate 65’ Ayala 76’ | Marcatori | 5’ Mendieta |

### Coppa del Generalísimo
| Arbitro: | José Santana Páez |

|                                                            |           |  |
| Bezerra 11’ Irureta 31’ (rig.), 85’ Gárate 41’ Bermejo 67’ | Marcatori |  |

| Arbitro: | Mariano Medina Iglesias |

|  |           |                  |
|  | Marcatori | 78’, 86’ Bezerra |

| Arbitro: | Luis María Juango Ruiz |

|                  |           |  |
| Irureta 36’, 49’ | Marcatori |  |

| Arbitro: | Manuel López Samper |

|                      |           |          |
| Porta 40’ Grande 88’ | Marcatori | 75’ Leal |

| Arbitro: | José Santana Páez |

|                        |           |  |
| Gárate 46’ Irureta 78’ | Marcatori |  |

| Bilbao 29 giugno 1975 Semifinale – Ritorno | Atlético Bilbao          | 0 – 0 referto | Atlético Madrid | San Mamés\| Arbitro: \| José Segrelles Del Pilar \| |
| Arbitro:                                   | José Segrelles Del Pilar |               |                 |                                                     |

| Arbitro: | Pedro María Urrestarazu |

|                                          |                      |                                          |
| Amancio Pirri del Bosque Rubiñán Aguilar | Tiri di rigore 4 – 3 | Irureta Gárate Salcedo Fernández Bezerra |

### Coppa UEFA
| Arbitro: | Nyhus |

|                                        |           |                       |
| Sørensen 5’ Holmstrøm 49’ Bernburg 56’ | Marcatori | 44’ Ayala 50’ Salcedo |

| Arbitro: | Anthony Briguglio |

|                                      |           |  |
| Leal 44’ Irureta 51’, 60’ Gárate 78’ | Marcatori |  |

| Arbitro: | Helies |

|                           |           |                               |
| Nish 16’ Rioch 88’ (rig.) | Marcatori | 14’ Ayala 77’ (rig.) Aragonés |

| Arbitro: | Biwersi |

|                                                             |                      |                                                    |
| Aragonés 4’, 77’                                            | Marcatori            | 55’ Rioch 64’ Hector                               |
| Aragonés Ayala Salcedo Capón Irureta Benegas Gárate Eusebio | Tiri di rigore 6 – 7 | Rioch Hector Davies Nish Lee Gemmill Newton Powell |

### Coppa Intercontinentale
| Arbitro: | Corver |

|              |           |  |
| Balbuena 33’ | Marcatori |  |

| Arbitro: | Robles |

|                       |           |  |
| Irureta 21’ Ayala 86’ | Marcatori |  |

## Statistiche

### Statistiche di squadra
| Competizione            | Punti | In casa | In casa | In casa | In casa | In casa | In casa | In trasferta | In trasferta | In trasferta | In trasferta | In trasferta | In trasferta | Totale | Totale | Totale | Totale | Totale | Totale | DR  |
| Competizione            | Punti | G       | V       | N       | P       | Gf      | Gs      | G            | V            | N            | P            | Gf           | Gs           | G      | V      | N      | P      | Gf     | Gs     | DR  |
| ----------------------- | ----- | ------- | ------- | ------- | ------- | ------- | ------- | ------------ | ------------ | ------------ | ------------ | ------------ | ------------ | ------ | ------ | ------ | ------ | ------ | ------ | --- |
| Primera División        | 35    | 17      | 11      | 6       | 0       | 36      | 10      | 17           | 0            | 7            | 10           | 10           | 24           | 34     | 11     | 13     | 10     | 46     | 34     | +12 |
| Coppa del Generalísimo  | -     | 3       | 3       | 0       | 0       | 9       | 0       | 3            | 1            | 1            | 1            | 3            | 2            | 7      | 4      | 2      | 1      | 12     | 2      | +10 |
| Coppa UEFA              | -     | 2       | 1       | 1       | 0       | 6       | 2       | 2            | 0            | 1            | 1            | 4            | 4            | 5      | 1      | 2      | 1      | 10     | 7      | +3  |
| Coppa Intercontinentale | -     | 1       | 1       | 0       | 0       | 2       | 0       | 1            | 0            | 0            | 1            | 0            | 1            | 2      | 1      | 0      | 1      | 2      | 1      | +1  |
| Totale                  | -     | 23      | 16      | 7       | 0       | 53      | 23      | 23           | 1            | 9            | 13           | 17           | 31           | 46     | 16     | 16     | 12     | 68     | 43     |     |

### Andamento in campionato
| Giornata  | 1  | 2  | 3  | 4  | 5 | 6 | 7 | 8  | 9  | 10 | 11 | 12 | 13 | 14 | 15 | 16 | 17 | 18 | 19 | 20 | 21 | 22 | 23 | 24 | 25 | 26 | 27 | 28 | 29 | 30 | 31 | 32 | 33 | 34 |
| --------- | -- | -- | -- | -- | - | - | - | -- | -- | -- | -- | -- | -- | -- | -- | -- | -- | -- | -- | -- | -- | -- | -- | -- | -- | -- | -- | -- | -- | -- | -- | -- | -- | -- |
| Luogo     | C  | T  | C  | T  | C | T | C | T  | C  | T  | C  | T  | T  | C  | T  | C  | T  | T  | C  | T  | C  | T  | C  | T  | C  | T  | C  | T  | C  | C  | T  | C  | T  | C  |
| Risultato | N  | P  | V  | P  | V | P | N | N  | N  | N  | V  | N  | N  | V  | P  | N  | P  | N  | V  | P  | N  | P  | V  | P  | V  | N  | V  | P  | N  | V  | P  | V  | N  | V  |
| Posizione | 11 | 16 | 10 | 15 | 4 | 9 | 7 | 10 | 11 | 11 | 9  | 7  | 8  | 4  | 8  | 10 | 11 | 10 | 8  | 9  | 11 | 13 | 10 | 13 | 10 | 8  | 5  | 8  | 10 | 7  | 10 | 7  | 8  | 6  |

Fonte:  Spain » Primera División 1974/1975 » 34. Round, su worldfootball.net.
Legenda:

Luogo: C = Casa; T = Trasferta. Risultato: V = Vittoria; N = Pareggio; P = Sconfitta.

### Statistiche dei giocatori
| Giocatore    | Primera División | Primera División | Primera División | Primera División | Coppa del Generalísimo | Coppa del Generalísimo | Coppa del Generalísimo | Coppa del Generalísimo | Coppa UEFA | Coppa UEFA | Coppa UEFA  | Coppa UEFA | Coppa Intercontinentale | Coppa Intercontinentale | Coppa Intercontinentale | Coppa Intercontinentale | Totale   | Totale | Totale      | Totale     |
| Giocatore    | Presenze         | Reti             | Ammonizioni      | Espulsioni       | Presenze               | Reti                   | Ammonizioni            | Espulsioni             | Presenze   | Reti       | Ammonizioni | Espulsioni | Presenze                | Reti                    | Ammonizioni             | Espulsioni              | Presenze | Reti   | Ammonizioni | Espulsioni |
| ------------ | ---------------- | ---------------- | ---------------- | ---------------- | ---------------------- | ---------------------- | ---------------------- | ---------------------- | ---------- | ---------- | ----------- | ---------- | ----------------------- | ----------------------- | ----------------------- | ----------------------- | -------- | ------ | ----------- | ---------- |
| Adelardo     | 22               | 2                | 1                | 0                | 4                      | 0                      | 0                      | 0                      | 3          | 0          | 0           | 0          | 2                       | 0                       | 0                       | 0                       | 31       | 2      | 1           | 0          |
| F. Aguilar   | 7                | 4                | 0                | 0                | 0                      | 0                      | 0                      | 0                      | 0          | 0          | 0           | 0          | 1                       | 0                       | 0                       | 0                       | 8        | 4      | 0           | 0          |
| L. Aragonés  | 6                | 0                | 2                | 0                | -                      | -                      | -                      | -                      | 3          | 3          | 0           | 0          | -                       | -                       | -                       | -                       | 9        | 3      | 2           | 0          |
| R. Ayala     | 30               | 5                | 0                | 0                | 0                      | 0                      | 0                      | 0                      | 3          | 2          | 0           | 0          | 2                       | 1                       | 0                       | 0                       | 35       | 8      | 0           | 0          |
| F. Baena     | 5                | 0                | 0                | 0                | 0                      | 0                      | 0                      | 0                      | 0          | 0          | 0           | 0          | 0                       | 0                       | 0                       | 0                       | 5        | 0      | 0           | 0          |
| H. Bezerra   | 19               | 2                | 0                | 0                | 7                      | 3                      | 0                      | 0                      | 1          | 0          | 0           | 0          | 1                       | 0                       | 0                       | 0                       | 28       | 5      | 0           | 0          |
| D. Benegas   | 18               | 3                | 0                | 0                | 4                      | 0                      | 0                      | 0                      | 3          | 0          | 0           | 0          | 1                       | 0                       | 0                       | 0                       | 26       | 3      | 0           | 0          |
| F. Bermejo   | 14               | 1                | 0                | 0                | 4                      | 1                      | 0                      | 0                      | 2          | 0          | 0           | 0          | 0                       | 0                       | 0                       | 0                       | 20       | 2      | 0           | 0          |
| J.L. Capón   | 27               | 0                | 5                | 0                | 5                      | 0                      | 1                      | 0                      | 4          | 0          | 1           | 0          | 2                       | 0                       | 1                       | 0                       | 38       | 0      | 8           | 0          |
| E. Bejarano  | 23               | 0                | 2                | 0                | 2                      | 0                      | 0                      | 0                      | 3          | 0          | 0           | 0          | 2                       | 0                       | 1                       | 0                       | 30       | 0      | 3           | 0          |
| A. Fernández | 25               | 0                | 1                | 0                | 7                      | 0                      | 0                      | 0                      | 2          | 0          | 0           | 0          | 0                       | 0                       | 0                       | 0                       | 34       | 0      | 1           | 0          |
| Fraguas      | 5                | 0                | 0                | 1                | 1                      | 0                      | 0                      | 0                      | 0          | 0          | 0           | 0          | 0                       | 0                       | 0                       | 0                       | 6        | 0      | 0           | 1          |
| J. Gárate    | 32               | 17               | 1                | 0                | 7                      | 2                      | 1                      | 0                      | 4          | 1          | 0           | 0          | 2                       | 0                       | 0                       | 0                       | 45       | 20     | 2           | 0          |
| R. Heredia   | 28               | 3                | 2                | 1                | 0                      | 0                      | 0                      | 0                      | 2          | 0          | 0           | 0          | 2                       | 0                       | 0                       | 0                       | 32       | 3      | 2           | 1          |
| J. Irureta   | 29               | 6                | 1                | 0                | 7                      | 5                      | 0                      | 0                      | 4          | 2          | 0           | 0          | 2                       | 1                       | 0                       | 0                       | 42       | 14     | 1           | 0          |
| E. Leal      | 29               | 6                | 1                | 0                | 7                      | 0                      | 1                      | 0                      | 3          | 1          | 0           | 0          | 0                       | 0                       | 0                       | 0                       | 39       | 7      | 2           | 0          |
| Laguna       | 4                | 1                | 1                | 0                | 3                      | 0                      | 0                      | 0                      | 0          | 0          | 0           | 0          | 0                       | 0                       | 0                       | 0                       | 7        | 1      | 1           | 0          |
| Marcelino    | 15               | 1                | 0                | 0                | 7                      | 0                      | 0                      | 0                      | 3          | 0          | 0           | 0          | 0                       | 0                       | 0                       | 0                       | 25       | 1      | 0           | 0          |
| F. Melo      | 29               | 0                | 0                | 0                | 7                      | 0                      | 0                      | 0                      | 2          | 0          | 0           | 0          | 2                       | 0                       | 0                       | 0                       | 40       | 0      | 0           | 0          |
| Panadero     | 6                | 0                | 2                | 1                | 6                      | 0                      | 2                      | 0                      | 3          | 0          | 0           | 0          | 0                       | 0                       | 0                       | 0                       | 15       | 0      | 4           | 1          |
| M. Reina     | 30               | -28              | 0                | 0                | 7                      | -2                     | 0                      | 0                      | 4          | -7         | 0           | 0          | 1                       | -1                      | 0                       | 0                       | 42       | -38    | 0           | 0          |
| J. Pacheco   | 7                | -6               | 0                | 0                | 1                      | 0                      | 0                      | 0                      | 0          | 0          | 0           | 0          | 1                       | 0                       | 0                       | 0                       | 9        | -6     | 0           | 0          |
| I. Salcedo   | 25               | 4                | 2                | 0                | 1                      | 0                      | 0                      | 0                      | 3          | 0          | 0           | 0          | 1                       | 0                       | 0                       | 0                       | 30       | 4      | 2           | 0          |
| M. Tirapu    | 0                | 0                | 0                | 0                | 0                      | 0                      | 0                      | 0                      | 0          | 0          | 0           | 0          | 0                       | 0                       | 0                       | 0                       | 0        | 0      | 0           | 0          |